# FK Žalgiris Vilnius
Maillots
Actualités
Le Futbolo klubas Žalgiris, plus communément appelé FK Žalgiris ou Žalgiris Vilnius, est un club lituanien de football fondé en 1947 et basé à Vilnius.
Club historique du football lituanien, il est la seule équipe de la république à prendre part à la première division soviétique, où il évolue pendant 11 saisons et termine notamment troisième en 1987.
Après la prise d'indépendance de la Lituanie, le Žalgiris s'impose rapidement comme un des clubs dominants du football national, remportant trois titres de champion ainsi que quatre coupes nationales durant les années 1990. Par la suite, la forte concurrence dans le haut de classement combiné à des problèmes sportifs puis financiers amènent le club à une période creuse durant les années 2000, jusqu'à sa disparition en 2008 et sa refondation dans la foulée en deuxième division. De retour dans l'élite depuis 2010, l'équipe connaît par la suite un nouvel âge d'or sur le plan national, remportant huit championnats et neuf coupes de Lituanie depuis sa remontée.

## Histoire

### Période soviétique

#### Premières années et débuts en première division (1947-1962)
Le club est fondé en 1947 sous l'appellation Dinamo. Il prend pour base l'équipe de la RSS de Lituanie formée l'année précédente sur la base de joueurs du Spartak et du Dinamo Kaunas et qui avait pris part à la troisième division soviétique. Le déménagement du club à Vilnius en 1947 marque ainsi la fondation effective du club, qui dispute son premier match le 16 mai 1947 contre le Lokomotiv Moscou en deuxième division. Par la suite, il termine huitième du groupe Centre pour sa première saison.
Renommé Spartak dès 1948, l'équipe continue par la suite d'évoluer au deuxième échelon, se classant régulièrement dans le haut de classement avant de terminer deuxième à l'issue de la saison 1952 derrière le Lokomotiv Kharkov, un classement lui permettant d'être promu en première division. Ses débuts dans l'élite sont cependant très brefs, l'équipe ne remporte que deux rencontres sur vingt tandis qu'elle termine dernière du championnat et redescend dès la fin d'année 1953. Le club évolue stagne par la suite au deuxième échelon durant le reste des années 1950.
Bien que s'étant classé seulement cinquième de la zone 4 en 1959, le Spartak profite de l'expansion de la première division de 12 à 22 équipes pour faire son retour dans l'élite lors de la saison 1960. Ses résultats y sont cependant une nouvelle très médiocres, avec deux places de vingtième d'affilée en 1960 puis 1961 avant de terminer bon dernier en 1962. Cette dernière année est par ailleurs marquée par un nouveau changement de nom, le club à partir de cette date le nom Žalgiris, en référence à la bataille de Žalgiris de 1410.

#### Passage dans les divisions inférieures (1963-1982)
Après cette dernière relégation, l'équipe entame une longue période de stagnation au deuxième échelon, enchaînant les classements plus ou moins positifs selon les saisons. Le club accède malgré tout à la phase finale pour la promotion en 1966 puis en 1969 mais échoue à la montée dans les deux cas. Intégrant à partir de 1970 la deuxième division unifiée, il y termine dans un premier temps dixième avant de se classer vingtième en 1971 et de tomber au troisième échelon pour la première fois de son histoire.
Le Žalgiris passe par la suite le plus clair des années 1970 au troisième niveau, ne pouvant faire mieux que des troisièmes places en 1973 et 1976. L'arrivée de Benjaminas Zelkevičius (en) au poste d'entraîneur s'accompagne d'un sursaut pour le club qui domine largement la première zone du championnat en ne connaissant la défaite qu'à deux reprises en 40 rencontres avant de sortir vainqueur du barrage de promotion face au Spartak Naltchik, retrouvant ainsi le deuxième échelon en 1978. Se plaçant souvent dans le haut de classement lors des années qui suivent, malgré une dix-huitième place en 1980, le Žalgiris finit par remporter la compétition à l'issue de la saison 1982 et fait ainsi son retour au premier échelon à l'occasion de l'exercice 1983, plus de vingt ans après son dernier passage.

#### Montée en puissance dans l'élite et fin de la période soviétique (1983-1989)
Pour son retour dans l'élite, et malgré le départ de Zelkevičius, remplacé par Algimantas Liubinskas (en) lors de l'intersaison, le club connaît d'entrée une saison exceptionnelle qui le voit terminer cinquième, à seulement quatre points d'une qualification en Coupe UEFA. Finissant ensuite neuvième en 1984, Zelkevičius fait dès l'année suivante son retour sur le banc du club et, après deux places dans le milieu de classement, l'amène à la troisième position lors de la saison 1987. Ce résultat, le meilleur de l'histoire du Žalgiris en championnat soviétique, lui permet de plus de prendre part à la Coupe UEFA en 1988, compétition où il est cependant éliminé d'entrée par l'Austria Vienne.
Terminant cinquième du championnat en 1988, le club participe à nouveau à la Coupe UEFA l'année suivante, atteignant cette fois le deuxième tour après avoir éliminé l'IFK Göteborg avant d'être vaincu par l'Étoile rouge de Belgrade. Par la suite en championnat, le Žalgiris se place en quatrième position à la fin de la saison 1989. Cette saison s'avère être la dernière du club dans le championnat soviétique, en effet, dans le contexte des débuts de la dissolution de l'Union soviétique et de la déclaration d'indépendance de la Lituanie au mois de mars 1990, le club se retire alors de toutes les compétitions soviétiques pour prendre alors part aux championnats lituaniens.

### Période lituanienne

#### Premiers succès dans le nouveau championnat lituanien (1990-1999)
Dans la foulée de l'indépendance lituanienne ainsi que des autres pays baltes, un championnat uni (en) est organisé en 1990 sous le nom de Ligue balte. Unique équipe issue de l'élite soviétique, le Žalgiris remporte largement la compétition en ne connaissant la défaite qu'une seule fois sur toute la saison. Paradoxalement, il échoue à remporter le championnat lituanien, celui-ci étant en effet organisé sous la forme d'un tournoi à élimination directe duquel le club est éliminé au stade des demi-finales par l'Ekranas Panevėžys. Il est également finaliste de la coupe de Lituanie mais est cette fois vaincu par le Sirijus Klaipeda à l'issue des tirs au but.
La première édition du championnat lituanien en 1991 voit cette fois le Žalgiris l'emporter à l'issue de la phase finale, triomphant du Neris Vilnius après avoir éliminé l'Ekranas Panevėžys en demi-finales. Il en profite dans la foulée pour effectuer le doublé en gagnant la coupe nationale face au Tauras Šiauliai. Conservant son titre l'année suivante, il termine cependant deuxième derrière le Ekranas Panevėžys lors de la saison 1992-1993. Par la suite, le club voit régulièrement le titre lui échapper en championnat tout au long des années 1990, malgré des performances notables en coupe avec trois nouvelles victoire entre 1993 et 1997.

#### Déboires sportifs et refondation (2000-2009)
Alors que cette disette de titre s'achève avec la victoire de 1999, les performances du Žalgiris continuent de se détériorer par la suite, le club quittant le podium de manière durable à partir de 2002 et remportant son seul titre des années 2000 avec sa cinquième coupe de Lituanie en 2003. Les problèmes du club atteignent leur paroxysme en 2008, année qui voit l'arrestation de son propriétaire Vadim Kastujev tandis que de graves problèmes financiers l'empêchent de prendre part à la première division tandis qu'il finit par disparaître en fin d'année.
Une nouvelle équipe, le VMFD Žalgiris, est fondée dans la foulée par des supporters du Žalgiris et intègre la deuxième division pour la saison 2009. Ce passage à l'échelon inférieur est cependant compliqué pour le club, qui termine sixième sur sept, mais fait tout de même son retour dans l'élite en fin d'année en profitant d'une expansion de la première division à onze équipes.

#### Retour au premier plan (depuis 2010)
Pour son retour dans l'élite, le club se classe directement en troisième position en 2010, pour son premier podium depuis 2001. Terminant ensuite deuxième en 2011 puis 2012, il remporte lors de cette dernière année son premier trophée depuis 2003 en gagnant la coupe de Lituanie. Enfin, le Žalgiris termine finalement champion de Lituanie pour la première fois depuis 1999 à l'issue de la saison 2013. Cette performance s'accompagne aussi d'un parcours notable durant la phase qualificative de la Ligue Europa la même année, l'équipe atteignant le stade des barrages en éliminant notamment les Polonais du Lech Poznań avant d'être lourdement vaincu par l'équipe autrichienne Red Bull Salzbourg.
Le Žalgiris, qui reprend son appellation originelle en fin d'année 2014, connaît par la suite un véritable âge d'or sur le plan national en enchaînant quatre titres de champion d'affilée de 2013 à 2016 ainsi que sept victoires en coupe nationale entre 2012 et 2018. Cette hégémonie est cependant contestée à partir de 2017 par la montée en puissance du Sūduva Marijampolė, qui remporte le championnat trois fois de suite entre 2017 et 2019.
En 2022, le Žalgiris Vilnius, tenant du titre, est sacré pour la 10e fois champion de Lituanie, un mois avant la fin de la saison.

## Bilan sportif

### Palmarès
- Championnat de Lituanie (11)
  - Champion : 1991, 1992, 1999, 2013, 2014, 2015, 2016, 2020, 2021, 2022, 2024.
  - Vice-champion : 1990, 1994, 1995, 1997, 1998, 2000, 2010, 2011, 2012, 2017, 2018, 2019, 2023.

- Coupe de Lituanie (14)
  - Vainqueur : 1991, 1993, 1994, 1997, 2003, 2012, 2013, 2014, 2015, 2016, 2016 (l'automne), 2018, 2021, 2022.
  - Finaliste : 1990, 1992, 1995, 2000, 2001, 2017.

- Supercoupe de Lituanie (9)
  - Vainqueur : 2003, 2013, 2014, 2015, 2016, 2017, 2020, 2023 et 2025.
  - Finaliste : 2019, 2021, 2022.

- Championnat d'URSS de D2 (1)
  - Champion : 1982

### Classements en championnat
La frise ci-dessous résume les classements successifs du club en championnat d'Union soviétique.
La frise ci-dessous résume les classements successifs du club en championnat de Lituanie.

### Bilan par saison
- Vainqueur de la compétition
- Vice-champion ou finaliste de la compétition
- Troisième de la compétition
- Promotion en division supérieure
- Relégation en division inférieure

#### Période soviétique
| Saison | Championnat    | Championnat | Championnat | Championnat | Championnat | Championnat | Championnat | Championnat | Championnat | Championnat | Coupe d'URSS          |
| Saison | Division       | Pos         | Pts         | J           | V           | N           | D           | BP          | BC          | Diff        | Coupe d'URSS          |
| ------ | -------------- | ----------- | ----------- | ----------- | ----------- | ----------- | ----------- | ----------- | ----------- | ----------- | --------------------- |
| 1947   | 2e Centre      | 8e          | 28          | 28          | 13          | 2           | 13          | 54          | 47          | +7          | Huitièmes de finale Q |
| 1948   | 2e Centre      | 4e          | 36          | 28          | 15          | 6           | 7           | 54          | 30          | +24         | —                     |
| 1949   | 2e Républiques | 3e          | 38          | 26          | 17          | 4           | 5           | 66          | 24          | +42         | Demi-finales Q        |
| 1950   | 2e             | 3e          | 32          | 26          | 13          | 6           | 7           | 53          | 37          | +16         | 32es de finale        |
| 1951   | 2e             | 7e          | 39          | 34          | 15          | 9           | 10          | 47          | 40          | +7          | Huitièmes de finale   |
| 1952   | 2e             | 2e          | 27          | 21          | 9           | 9           | 3           | 29          | 21          | +8          | 32es de finale        |
| 1953   | 1re            | 11e         | 11          | 20          | 2           | 7           | 11          | 10          | 33          | -23         | Huitièmes de finale   |
| 1954   | 2e Zone 2      | 2e          | 32          | 22          | 13          | 6           | 3           | 33          | 13          | +20         | Seizièmes de finale   |
| 1955   | 2e Zone 1      | 4e          | 36          | 30          | 13          | 10          | 7           | 40          | 29          | +11         | Quarts de finale      |
| 1956   | 2e Zone 1      | 9e          | 35          | 34          | 12          | 11          | 11          | 51          | 29          | +12         | —                     |
| 1957   | 2e Zone 2      | 11e         | 32          | 34          | 13          | 6           | 15          | 37          | 42          | -5          | Quarts de finale Q    |
| 1958   | 2e Zone 3      | 10e         | 29          | 30          | 9           | 11          | 10          | 31          | 31          | 0           | Quarts de finale Q    |
| 1959   | 2e Zone 4      | 5e          | 34          | 28          | 14          | 6           | 8           | 38          | 31          | +7          | —                     |
| 1960   | 1re            | 20e         | 13          | 26          | 2           | 9           | 15          | 20          | 47          | -27         | Quarts de finale      |
| 1961   | 1re            | 20e         | 19          | 32          | 7           | 5           | 20          | 33          | 64          | -31         | 32es de finale        |
| 1962   | 1re            | 22e         | 11          | 30          | 4           | 10          | 16          | 21          | 66          | -45         | Seizièmes de finale   |
| 1963   | 2e             | 14e         | 28          | 34          | 9           | 10          | 15          | 36          | 42          | -6          | Seizièmes de finale   |
| 1964   | 2e             | 5e          | 29          | 26          | 9           | 11          | 6           | 33          | 28          | +5          | Quarts de finale      |
| 1965   | 2e             | 10e         | 28          | 30          | 10          | 8           | 12          | 33          | 33          | 0           | 32es de finale        |
| 1966   | 2e             | 2e          | 48          | 36          | 20          | 8           | 8           | 47          | 25          | +22         | 32es de finale        |
| 1967   | 2e Groupe 1    | 15e         | 33          | 38          | 11          | 11          | 16          | 30          | 34          | -4          | 128es de finale       |
| 1968   | 2e Groupe 1    | 16e         | 33          | 40          | 11          | 11          | 18          | 30          | 43          | -13         | 32es de finale        |
| 1969   | 2e Groupe 4    | 1er         | 53          | 40          | 21          | 11          | 8           | 50          | 21          | +29         | Seizièmes de finale   |
| 1970   | 2e             | 10e         | 41          | 42          | 15          | 11          | 16          | 46          | 40          | +6          | Huitièmes de finale   |
| 1971   | 2e             | 20e         | 35          | 42          | 9           | 17          | 16          | 30          | 45          | -15         | 32es de finale        |
| 1972   | 3e Zone 2      | 5e          | 61          | 38          | 16          | 13          | 9           | 44          | 34          | +10         | —                     |
| 1973   | 3e Zone 2      | 3e          | 41          | 32          | 18          | 7           | 7           | 48          | 23          | +25         | —                     |
| 1974   | 3e Zone 2      | 8e          | 43          | 40          | 14          | 15          | 11          | 50          | 40          | +10         | —                     |
| 1975   | 3e Zone 2      | 8e          | 31          | 30          | 11          | 9           | 10          | 32          | 32          | 0           | —                     |
| 1976   | 3e Zone 1      | 3e          | 46          | 38          | 20          | 6           | 12          | 67          | 31          | +36         | 32es de finale        |
| 1977   | 3e Zone 1      | 1er         | 68          | 40          | 30          | 8           | 2           | 80          | 21          | +59         | —                     |
| 1978   | 2e             | 7e          | 41          | 38          | 11          | 19          | 8           | 38          | 37          | +1          | 32es de finale        |
| 1979   | 2e             | 6e          | 48          | 46          | 19          | 10          | 17          | 61          | 54          | +7          | Phase de groupes      |
| 1980   | 2e             | 18e         | 42          | 46          | 15          | 14          | 17          | 50          | 39          | +11         | Phase de groupes      |
| 1981   | 2e             | 6e          | 46          | 46          | 17          | 15          | 14          | 48          | 39          | +9          | Phase de groupes      |
| 1982   | 2e             | 1er         | 56          | 42          | 23          | 10          | 9           | 65          | 34          | +31         | Phase de groupes      |
| 1983   | 1re            | 5e          | 39          | 34          | 15          | 9           | 10          | 38          | 36          | +2          | Seizièmes de finale   |
| 1984   | 1re            | 9e          | 34          | 34          | 12          | 11          | 11          | 30          | 38          | -8          | Huitièmes de finale   |
| 1985   | 1re            | 7e          | 34          | 34          | 12          | 11          | 11          | 43          | 49          | -6          | Seizièmes de finale   |
| 1986   | 1re            | 8e          | 30          | 30          | 11          | 8           | 11          | 32          | 37          | -5          | Huitièmes de finale   |
| 1987   | 1re            | 3e          | 36          | 30          | 14          | 8           | 8           | 43          | 29          | +14         | Huitièmes de finale   |
| 1988   | 1re            | 5e          | 35          | 30          | 14          | 7           | 9           | 39          | 35          | +4          | Demi-finales          |
| 1989   | 1re            | 4e          | 36          | 30          | 14          | 8           | 8           | 39          | 29          | +10         | Huitièmes de finale   |
| 1989   | 1re            | 4e          | 36          | 30          | 14          | 8           | 8           | 39          | 29          | +10         | Huitièmes de finale   |

#### Période lituanienne
| Saison    | Championnat | Championnat | Championnat | Championnat | Championnat | Championnat | Championnat | Championnat | Championnat | Championnat | Coupe de Lituanie   |
| Saison    | Division    | Pos         | Pts         | J           | V           | N           | D           | BP          | BC          | Diff        | Coupe de Lituanie   |
| --------- | ----------- | ----------- | ----------- | ----------- | ----------- | ----------- | ----------- | ----------- | ----------- | ----------- | ------------------- |
| 1990      | 1re         | 1er         | 58          | 32          | 27          | 4           | 1           | 104         | 11          | -93         | Finale              |
| 1991      | 1re         | 1er         | 24          | 14          | 11          | 2           | 1           | 31          | 8           | +23         | Vainqueur           |
| 1991-1992 | 1re         | 1er         | 39          | 25          | 17          | 5           | 3           | 39          | 11          | +28         | Finale              |
| 1992-1993 | 1re         | 2e          | 43          | 27          | 18          | 7           | 2           | 54          | 13          | +41         | Vainqueur           |
| 1993-1994 | 1re         | 2e          | 37          | 22          | 17          | 3           | 2           | 57          | 13          | +44         | Vainqueur           |
| 1994-1995 | 1re         | 2e          | 36          | 22          | 17          | 2           | 3           | 61          | 14          | +47         | Finale              |
| 1995-1996 | 1re         | 3e          | 50          | 28          | 22          | 4           | 3           | 106         | 22          | +84         | Demi-finales        |
| 1996-1997 | 1re         | 2e          | 56          | 28          | 17          | 5           | 6           | 56          | 19          | +37         | Vainqueur           |
| 1997-1998 | 1re         | 2e          | 77          | 30          | 24          | 5           | 1           | 84          | 10          | +74         | Quarts de finale    |
| 1998-1999 | 1re         | 1er         | 59          | 23          | 17          | 5           | 1           | 68          | 8           | +60         | Demi-finales        |
| 1999      | 1re         | 2e          | 36          | 18          | 10          | 6           | 2           | 33          | 9           | +24         | —                   |
| 2000      | 1re         | 2e          | 83          | 36          | 25          | 8           | 3           | 108         | 28          | +80         | Finale              |
| 2001      | 1re         | 3e          | 69          | 36          | 20          | 9           | 7           | 64          | 39          | +25         | Finale              |
| 2002      | 1re         | 4e          | 47          | 32          | 12          | 11          | 9           | 46          | 37          | +9          | Huitièmes de finale |
| 2003      | 1re         | 4e          | 34          | 28          | 9           | 7           | 12          | 37          | 37          | 0           | Demi-finales        |
| 2003      | 1re         | 4e          | 34          | 28          | 9           | 7           | 12          | 37          | 37          | 0           | Vainqueur           |
| 2004      | 1re         | 4e          | 37          | 28          | 10          | 7           | 11          | 32          | 38          | -6          | Demi-finales        |
| 2005      | 1re         | 8e          | 41          | 36          | 11          | 8           | 17          | 40          | 52          | -12         | Quarts de finale    |
| 2006      | 1re         | 4e          | 54          | 36          | 14          | 12          | 10          | 52          | 39          | +13         | Quarts de finale    |
| 2007      | 1re         | 4e          | 64          | 36          | 18          | 10          | 8           | 64          | 34          | +30         | —                   |
| 2008      | 1re         | 5e          | 28          | 28          | 6           | 10          | 12          | 27          | 41          | -14         | Quarts de finale    |
| 2009      | 2e          | 6e          | 26          | 24          | 7           | 5           | 12          | 27          | 35          | -8          | Quarts de finale    |
| 2010      | 1re         | 3e          | 56          | 27          | 16          | 8           | 3           | 47          | 16          | +31         | Huitièmes de finale |
| 2011      | 1re         | 2e          | 72          | 33          | 22          | 6           | 5           | 56          | 17          | +39         | Huitièmes de finale |
| 2012      | 1re         | 2e          | 87          | 36          | 27          | 6           | 3           | 80          | 22          | +58         | Vainqueur           |
| 2013      | 1re         | 1er         | 73          | 32          | 22          | 7           | 3           | 77          | 19          | +58         | Vainqueur           |
| 2014      | 1re         | 1er         | 84          | 36          | 25          | 9           | 2           | 92          | 17          | +75         | Vainqueur           |
| 2015      | 1re         | 1er         | 94          | 36          | 31          | 1           | 4           | 104         | 25          | +79         | Vainqueur           |
| 2016      | 1re         | 1er         | 76          | 33          | 24          | 4           | 5           | 74          | 29          | +45         | Vainqueur           |
| 2016      | 1re         | 1er         | 76          | 33          | 24          | 4           | 5           | 74          | 29          | +45         | Vainqueur           |
| 2017      | 1re         | 2e          | 67          | 33          | 20          | 7           | 6           | 62          | 31          | +31         | Finale              |
| 2018      | 1re         | 2e          | 75          | 33          | 23          | 6           | 4           | 70          | 23          | +47         | Vainqueur           |
| 2019      | 1re         | 2e          | 74          | 33          | 24          | 2           | 7           | 79          | 29          | +50         | Demi-finales        |
| 2020      | 1re         | 1er         | 45          | 20          | 14          | 3           | 3           | 42          | 14          | +28         | Demi-finales        |
| 2021      | 1re         | 1er         | 79          | 36          | 23          | 10          | 3           | 76          | 28          | +48         | Vainqueur           |
| 2022      | 1re         | 1er         | 84          | 36          | 26          | 6           | 4           | 85          | 27          | +58         | Vainqueur           |
| 2023      | 1re         | 2e          |             |             |             |             |             |             |             |             |                     |
| 2024      | 1re         | 1er         |             |             |             |             |             |             |             |             |                     |

1. ↑  Participation à la Ligue balte de 1990 (en).

### Bilan européen

#### Bilan
| Compétition              | P  | M   | V  | N  | D  | BP  | BC  | Diff. |
| ------------------------ | -- | --- | -- | -- | -- | --- | --- | ----- |
| Ligue des champions (C1) | 10 | 30  | 10 | 6  | 14 | 27  | 43  | -16   |
| Coupe des coupes (C2)    | 4  | 12  | 3  | 3  | 6  | 16  | 13  | +3    |
| Ligue Europa (C3)        | 15 | 48  | 13 | 11 | 24 | 49  | 89  | -40   |
| Ligue Conférence (C4)    | 5  | 16  | 4  | 4  | 8  | 12  | 25  | -13   |
| Coupe Intertoto          | 3  | 14  | 5  | 2  | 7  | 15  | 21  | -6    |
| Total                    | 37 | 120 | 35 | 26 | 59 | 119 | 191 | -72   |

#### Résultats
Légende
- Victoire ou qualification pour le tour suivant
- Match nul
- Défaite ou élimination de la compétition

Note : dans les résultats ci-dessous, le score du club est toujours donné en premier.
| Saison                                         | Compétition                                    | Tour                                           | Club                                           | Domicile                                       | Extérieur                                      | Total                                          |
| Représentant de l'Union soviétique (1988-1991) | Représentant de l'Union soviétique (1988-1991) | Représentant de l'Union soviétique (1988-1991) | Représentant de l'Union soviétique (1988-1991) | Représentant de l'Union soviétique (1988-1991) | Représentant de l'Union soviétique (1988-1991) | Représentant de l'Union soviétique (1988-1991) |
| ---------------------------------------------- | ---------------------------------------------- | ---------------------------------------------- | ---------------------------------------------- | ---------------------------------------------- | ---------------------------------------------- | ---------------------------------------------- |
| 1988-1989                                      | Coupe UEFA                                     | Premier tour                                   | Austria Vienne                                 | 2 - 0                                          | 2 - 5                                          | 4 - 5                                          |
| 1989-1990                                      | Coupe UEFA                                     | Premier tour                                   | IFK Göteborg                                   | 2 - 0                                          | 0 - 1                                          | 2 - 1                                          |
| 1989-1990                                      | Coupe UEFA                                     | Deuxième tour                                  | Étoile rouge de Belgrade                       | 0 - 1                                          | 1 - 4                                          | 1 - 5                                          |
| Représentant de la Lituanie (depuis 1992)      |                                                |                                                |                                                |                                                |                                                |                                                |
| 1992-1993                                      | Ligue des champions                            | Premier tour                                   | PSV Eindhoven                                  | 0 - 2                                          | 0 - 6                                          | 0 - 8                                          |
| 1993-1994                                      | Coupe des coupes                               | Tour préliminaire                              | MFK Košice                                     | 0 - 1                                          | 1 - 2                                          | 1 - 3                                          |
| 1994-1995                                      | Coupe des coupes                               | Tour préliminaire                              | Barry Town United                              | 6 - 0                                          | 1 - 0                                          | 7 - 0                                          |
| 1994-1995                                      | Coupe des coupes                               | Premier tour                                   | Feyenoord Rotterdam                            | 1 - 1                                          | 1 - 2                                          | 2 - 3                                          |
| 1995-1996                                      | Coupe des coupes                               | Tour préliminaire                              | NK Mura                                        | 2 - 0                                          | 1 - 2                                          | 3 - 2                                          |
| 1995-1996                                      | Coupe des coupes                               | Premier tour                                   | Trabzonspor                                    | 2 - 2                                          | 0 - 1                                          | 2 - 3                                          |
| 1996-1997                                      | Coupe UEFA                                     | Tour préliminaire                              | Crusaders FC                                   | 2 - 0                                          | 1 - 2                                          | 3 - 2                                          |
| 1996-1997                                      | Coupe UEFA                                     | Premier tour                                   | Aberdeen FC                                    | 1 - 4                                          | 3 - 1                                          | 4 - 5                                          |
| 1997-1998                                      | Coupe des coupes                               | Tour préliminaire                              | Hapoël Beer-Sheva                              | 0 - 0                                          | 1 - 2 ap                                       | 1 - 2                                          |
| 1998-1999                                      | Coupe UEFA                                     | Premier tour                                   | ÍA Akranes                                     | 1 - 0                                          | 2 - 3                                          | 3E - 3                                         |
| 1998-1999                                      | Coupe UEFA                                     | Deuxième tour                                  | SK Brann                                       | 0 - 0                                          | 0 - 1                                          | 0 - 1                                          |
| 1999-2000                                      | Ligue des champions                            | Premier tour Q                                 | Araks Ararat                                   | 2 - 0                                          | 3 - 0                                          | 5 - 0                                          |
| 1999-2000                                      | Ligue des champions                            | Deuxième tour Q                                | Dynamo Kiev                                    | 0 - 1                                          | 0 - 2                                          | 0 - 3                                          |
| 2000-2001                                      | Coupe UEFA                                     | Tour préliminaire                              | Ruch Chorzów                                   | 2 - 1                                          | 0 - 6                                          | 2 - 7                                          |
| 2001-2002                                      | Coupe UEFA                                     | Tour préliminaire                              | Maccabi Tel-Aviv                               | 0 - 1                                          | 0 - 6                                          | 0 - 7                                          |
| 2002                                           | Coupe Intertoto                                | Premier tour                                   | Budapest Honvéd                                | 0 - 0                                          | 1 - 0                                          | 1 - 0                                          |
| 2002                                           | Coupe Intertoto                                | Deuxième tour                                  | FC Sochaux-Montbéliard                         | 1 - 2                                          | 0 - 2                                          | 1 - 4                                          |
| 2003                                           | Coupe Intertoto                                | Premier tour                                   | Örgryte IS                                     | 1 - 1                                          | 0 - 3                                          | 1 - 4                                          |
| 2004-2005                                      | Coupe UEFA                                     | Premier tour Q                                 | Portadown FC                                   | 2 - 0                                          | 2 - 2                                          | 4 - 2                                          |
| 2004-2005                                      | Coupe UEFA                                     | Deuxième tour Q                                | Aalborg BK                                     | 1 - 3                                          | 0 - 0                                          | 1 - 3                                          |
| 2005                                           | Coupe Intertoto                                | Premier tour                                   | Lisburn Distillery                             | 1 - 0                                          | 1 - 0                                          | 2 - 0                                          |
| 2005                                           | Coupe Intertoto                                | Deuxième tour                                  | Dinaburg FC                                    | 2 - 0                                          | 1 - 2                                          | 3 - 2                                          |
| 2005                                           | Coupe Intertoto                                | Troisième tour                                 | Aigáleo FC                                     | 2 - 3                                          | 3 - 1                                          | 5 - 4                                          |
| 2005                                           | Coupe Intertoto                                | Demi-finales                                   | CFR Cluj                                       | 1 - 2                                          | 0 - 2                                          | 1 - 4                                          |
| 2012-2013                                      | Ligue Europa                                   | Deuxième tour Q                                | Admira Wacker Mödling                          | 1 - 1                                          | 1 - 5                                          | 2 - 6                                          |
| 2013-2014                                      | Ligue Europa                                   | Premier tour Q                                 | St. Patrick's Athletic                         | 2 - 2                                          | 2 - 1                                          | 4 - 3                                          |
| 2013-2014                                      | Ligue Europa                                   | Deuxième tour Q                                | Pyunik Erevan                                  | 2 - 0                                          | 1 - 1                                          | 3 - 1                                          |
| 2013-2014                                      | Ligue Europa                                   | Troisième tour Q                               | Lech Poznań                                    | 1 - 0                                          | 1 - 2                                          | 2E - 2                                         |
| 2013-2014                                      | Ligue Europa                                   | Barrages Q                                     | Red Bull Salzbourg                             | 0 - 2                                          | 0 - 5                                          | 0 - 7                                          |
| 2014-2015                                      | Ligue des champions                            | Deuxième tour Q                                | Dinamo Zagreb                                  | 0 - 2                                          | 0 - 2                                          | 0 - 4                                          |
| 2015-2016                                      | Ligue des champions                            | Deuxième tour Q                                | Malmö FF                                       | 0 - 1                                          | 0 - 0                                          | 0 - 1                                          |
| 2016-2017                                      | Ligue des champions                            | Deuxième tour Q                                | FK Astana                                      | 0 - 0                                          | 1 - 2                                          | 1 - 2                                          |
| 2017-2018                                      | Ligue des champions                            | Deuxième tour Q                                | Ludogorets Razgrad                             | 2 - 1                                          | 1 - 4                                          | 3 - 5                                          |
| 2018-2019                                      | Ligue Europa                                   | Premier tour Q                                 | KÍ Klaksvík                                    | 1 - 1                                          | 2 - 1                                          | 3 - 2                                          |
| 2018-2019                                      | Ligue Europa                                   | Deuxième tour Q                                | FC Vaduz                                       | 1 - 0                                          | 1 - 1                                          | 2 - 1                                          |
| 2018-2019                                      | Ligue Europa                                   | Troisième tour Q                               | Séville FC                                     | 0 - 1                                          | 0 - 5                                          | 0 - 6                                          |
| 2019-2020                                      | Ligue Europa                                   | Premier tour Q                                 | Budapest Honvéd                                | 1 - 1                                          | 1 - 3                                          | 2 - 4                                          |
| 2020-2021                                      | Ligue Europa                                   | Premier tour Q                                 | Paide Linnameeskond                            | 2 - 0                                          | N/A                                            | 2 - 0                                          |
| 2020-2021                                      | Ligue Europa                                   | Deuxième tour Q                                | FK Bodø/Glimt                                  | N/A                                            | 1 - 3                                          | 1 - 3                                          |
| 2021-2022                                      | Ligue des champions                            | Premier tour Q                                 | Linfield FC                                    | 3 - 1                                          | 2 - 1                                          | 5 - 2                                          |
| 2021-2022                                      | Ligue des champions                            | Deuxième tour Q                                | Ferencváros TC                                 | 1 - 3                                          | 0 - 2                                          | 1 - 5                                          |
| 2021-2022                                      | Ligue Europa                                   | Troisième tour Q                               | NŠ Mura                                        | 0 - 1                                          | 0 - 0                                          | 0 - 1                                          |
| 2021-2022                                      | Ligue Europa Conférence                        | Barrages Q                                     | FK Bodø/Glimt                                  | 2 - 2                                          | 0 - 1                                          | 2 - 3                                          |
| 2022-2023                                      | Ligue des champions                            | Premier tour Q                                 | KF Ballkani                                    | 1 - 0 ap                                       | 1 - 1                                          | 2 - 1                                          |
| 2022-2023                                      | Ligue des champions                            | Deuxième tour Q                                | Malmö FF                                       | 1 - 0                                          | 2 - 0                                          | 3 - 0                                          |
| 2022-2023                                      | Ligue des champions                            | Troisième tour Q                               | FK Bodø/Glimt                                  | 1 - 1                                          | 0 - 5                                          | 1 - 6                                          |
| 2022-2023                                      | Ligue Europa                                   | Barrages Q                                     | Ludogorets Razgrad                             | 3 - 3 ap                                       | 0 - 1                                          | 3 - 4                                          |
| 2022-2023                                      | Ligue Europa Conférence                        | Groupe H                                       | FC Bâle                                        | 0 - 1                                          | 2 - 2                                          | Quatrième                                      |
| 2022-2023                                      | Ligue Europa Conférence                        | Groupe H                                       | Slovan Bratislava                              | 1 - 2                                          | 0 - 0                                          | Quatrième                                      |
| 2022-2023                                      | Ligue Europa Conférence                        | Groupe H                                       | Pyunik Erevan                                  | 2 - 1                                          | 0 - 2                                          | Quatrième                                      |
| 2023-2024                                      | Ligue des champions                            | Premier tour Q                                 | Struga Trim-Lum                                | 0 - 0                                          | 2 - 1                                          | 2 - 1                                          |
| 2023-2024                                      | Ligue des champions                            | Deuxième tour Q                                | Galatasaray SK                                 | 2 - 2                                          | 0 - 1                                          | 2 - 3                                          |
| 2023-2024                                      | Ligue Europa                                   | Troisième tour Q                               | BK Häcken                                      | 1 - 3                                          | 0 - 5                                          | 1 - 8                                          |
| 2023-2024                                      | Ligue Europa Conférence                        | Barrages Q                                     | Ferencváros TC                                 | 0 - 4                                          | 0 - 3                                          | 0 - 7                                          |
| 2024-2025                                      | Ligue Conférence                               | Premier tour Q                                 | VPS Vaasa                                      | 1 - 0                                          | 2 - 1                                          | 3 - 1                                          |
| 2024-2025                                      | Ligue Conférence                               | Deuxième tour Q                                | Paphos FC                                      | 2 - 1                                          | 0 - 3 ap                                       | 2 - 4                                          |
| 2025-2026                                      | Ligue des champions                            | Premier tour Q                                 | Ħamrun Spartans                                | 2 - 0                                          | 0 - 2 ap                                       | 2 - 2 (10 - 11 tab)                            |
| 2025-2026                                      | Ligue Conférence                               | Deuxième tour Q                                | Linfield FC                                    | 0 - 0                                          | 0 - 2                                          | 0 - 2                                          |

## Identité visuelle

### Logo

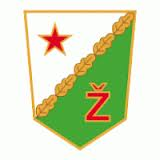
1947-1961
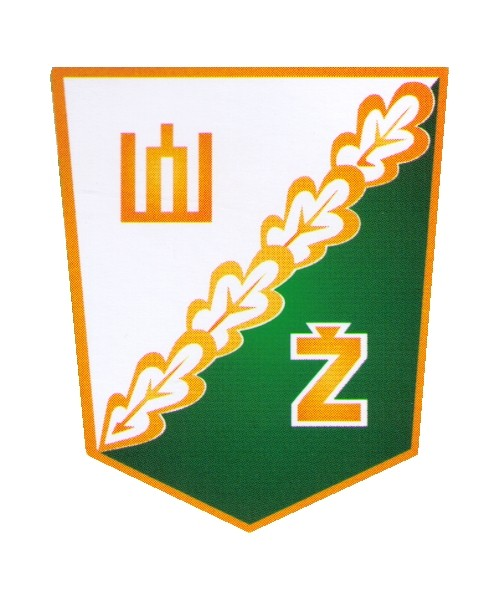
1962-1988
1989-2008
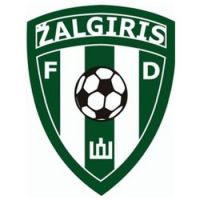
2009-2012
depuis 2015

### Maillots
| Domicile · 1988 | Domicile · 1991 | Domicile · 1996 | Domicile · 2017 | Extérieur · 2017 |

## Personnalités

### Entraîneurs
La liste suivante présente les différents entraîneurs du club,.
- Voldemaras Jaškevičius (1946-1947)
- Gueorgui Glazkov (1948-mai 1951)
- Andreï Protasov (juillet 1951-décembre 1951)
- Iouri Khodotov (ru) (1952-juillet 1953)
- Stasys Paberžis (lt) (juillet 1953-1957)
- Vytautas Saunoris (1958-1959)
- Gueorgui Glazkov (1960-1962)
- Serafim Kholodkov (1963-1965)
- Juozas Vaškelis (1966-1967)
- Zenonas Ganusauskas (1968)
- Algirdas Vosylius (1969-juillet 1971)
- Serafim Kholodkov (juillet 1971-1973)
- Algirdas Klimkevičius (1974-1976)
- Benjaminas Zelkevičius (en) (1977-avril 1983)
- Algimantas Liubinskas (en) (mai 1983-avril 1985)
- Benjaminas Zelkevičius (en) (avril 1985-octobre 1991)
- Vytautas Jančiauskas (avril 1992-octobre 1992)
- Benjaminas Zelkevičius (en) (octobre 1992-juin 1996)
- Eugenijus Riabovas (1996-2001)
- Kęstutis Latoža (2002)
- Eugenijus Riabovas (2003-2004)
- Saulius Širmelis (2005)
- Igoris Pankratjevas (en) (2006)
- Arminas Narbekovas (2007)
- Viatcheslav Moguilny (2008)
- Mindaugas Čepas (2009)
- Igoris Pankratjevas (en) (2010)
- Vitalijus Stankevičius (2011)
- Damir Petravić (janvier 2012-août 2012)
- Marek Zub (en) (août 2012-décembre 2014)
- Valdas Dambrauskas (décembre 2014-octobre 2017)
- Aurelijus Skarbalius (en) (novembre 2017-juin 2018)
- Valdas Urbonas (en) (juin 2018-février 2019)
- Marek Zub (en) (février 2019-juillet 2019)
- João Luís Martins (juillet 2019-novembre 2019)
- Alekseï Baga (en) (janvier 2020-décembre 2020)
- Vladimir Cheburin (depuis janvier 2021)

### Effectif professionnel actuel
Mise à jour au 27 août 2024 (alyga.lt)
| 96 | Drapeau de la Roumanie      | G | Árpád Tordai          |  |  |  |  |  |
|    |                             |   |                       |  |  |  |  |  |
| 26 | Drapeau des Comores         | D | Younn Zahary          |  |  |  |  |  |
| 45 | Drapeau de la France        | D | Joris Moutachy        |  |  |  |  |  |
|    |                             |   |                       |  |  |  |  |  |
| 2  | Drapeau de la Côte d'Ivoire | M | Adama Fofana          |  |  |  |  |  |
| 12 | Drapeau de la Suède         | M | Jake Larsson          |  |  |  |  |  |
| 17 | Drapeau de la Lituanie      | M | Giedrius Matulevičius |  |  |  |  |  |
| 22 | Drapeau de la Lituanie      | M | Ovidijus Verbickas    |  |  |  |  |  |
| 41 | Drapeau de la Lituanie      | M | Martynas Šetkus       |  |  |  |  |  |
| 71 | Drapeau de la Serbie        | M | Nemanja Mihajlović    |  |  |  |  |  |
| 77 | Drapeau de la Biélorussie   | M | Jurijus Kendyšas      |  |  |  |  |  |
|    | Drapeau des Comores         | M | Kassim Hadji () ✔️    |  |  |  |  |  |
|    |                             |   |                       |  |  |  |  |  |

| No. | Nat.                   | Position | Nom du joueur       |
| --- | ---------------------- | -------- | ------------------- |
| 11  | Drapeau de la Serbie   | A        | Nikola Petković     |
| 19  | Drapeau de la Lituanie | A        | Meinardas Mikulėnas |

### Joueurs emblématiques
- Igoris Pankratjevas (1983–1989)
- Arminas Narbekovas (1983–1990)
- Valdas Ivanauskas (1984, 1986–1989)
- Robertas Fridrikas (1985–1989)
- Gintaras Staučė (1987)
- Donatas Vencevičius (1991–1996)
- Tomas Žvirgždauskas (1991–1995)
- Edgaras Jankauskas (1991–1996)
- Aurelijus Skarbalius (1992–1994)
- Andrius Skerla (1995–1996, 2012–2014)
- Igoris Morinas (1996–1998, 2003–2009, 2010–2011)
- Deividas Šemberas (1996–1998, 2013–2015)
- Žydrūnas Karčemarskas (1998, 2001)
- Robertas Poškus (1999)
- Ernestas Šetkus (2005–2008)
- Jakub Wilk (2013, 2014–2015)
- Darvydas Šernas (2015, 2017)
- Marius Žaliūkas (2016)
- Andrija Kaluđerović (2016)
- Saulius Mikoliūnas (2016–)
- Mahamane Traoré (2017)
- Liviu Antal (2017–2020; 2023–)